# 25237 Hurwitz
25237 Hurwitz (1998 UG7) là một tiểu hành tinh vành đai chính được phát hiện ngày 20 tháng 10 năm 1998 bởi P. G. Comba ở Prescott.